# Mads Alstrup

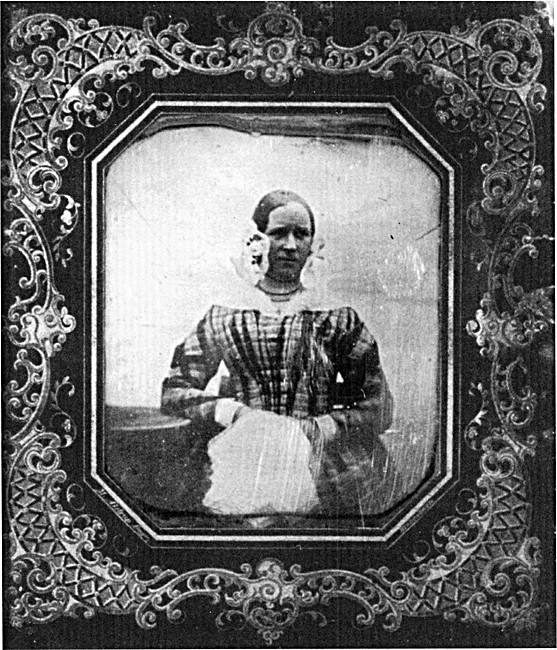
Mads Alstrup: Granny Clausen, daguerrotypie, 1845

Mads Alstrup (1808, Viborg, Dánsko - 1876, Falun, Švédsko) byl první dánský portrétní fotograf s vlastním fotografickým studiem. Za 16 let pořídil obrovské množství daguerrotypií v Kodani a provinciích, než jeho obchod utrpěl finanční krizi v roce 1857. V roce 1858 se odstěhoval do Švédska, kde nadále po další zbytek života portrétoval. Je považován za jednoho z průkopníků fotografie v Dánsku. Mads Alstrup a Georg Emil Hansen připravili cestu pro fotografickou profesi během druhé poloviny 19. století, oba byli mezinárodně uznávanými zároveň uměleckými a novinářskými fotografy.

## Daguerreotypické portréty v Dánsku
Narodil se v roce 1808 v dánském Viborgu a vyučil se zlatníkem, zpočátku měl podnik v Randers v Jutsku. V létě roku 1842 se přestěhoval do Kodaně a postavil daguerrotypické studio za Pavilonem Hercules v Rosenborské zámecké zahradě. V této oblíbené oblasti města neměl potíže s hledáním zájemců o fotografický portrét. Jednalo se o první kodaňský fotoateliér.
Od roku 1843 do 1848 cestoval po Dánsku a vždy několik dní nebo týdnů trávil v různých městech, kde si zřídil dočasná mobilní studia. V roce 1849 se nakonec usadil v Kodani a otevřel studio v centru na Østergade poblíž Kongens Nytorv.
Alstrup sice v žádném případě nebyl velký umělec, aly byl schopný obchodník a na rozdíl od některých uměleckých fotografů své doby, provozoval výnosné podnikání. Neustále investoval do nových zařízení a kvalita jeho prací byla rok od roku lepší. Ve skutečnosti se odhaduje že za 16 let působení v Dánsku pořídil asi 33 000 dagerrotypií.

## Švédské období
Poté, co v roce 1857 opustil Dánsko se přestěhoval do Švédska, kde cestoval z místa na místo, stejně jako to dělal na počátku dánské kariéry. V roce 1859 pracoval v Helsingborgu a Kristianstadu a v roce 1860 v Göteborgu, kde zůstal několik let. V roce 1863 fotografoval v Malmö spolu s G. S. Ekeundem. Zemřel v roce 1876 ve švédském Falunu.

## Galerie

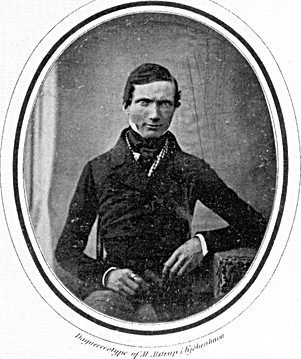
Mozart Waagepetersen (1813–1885), 1843
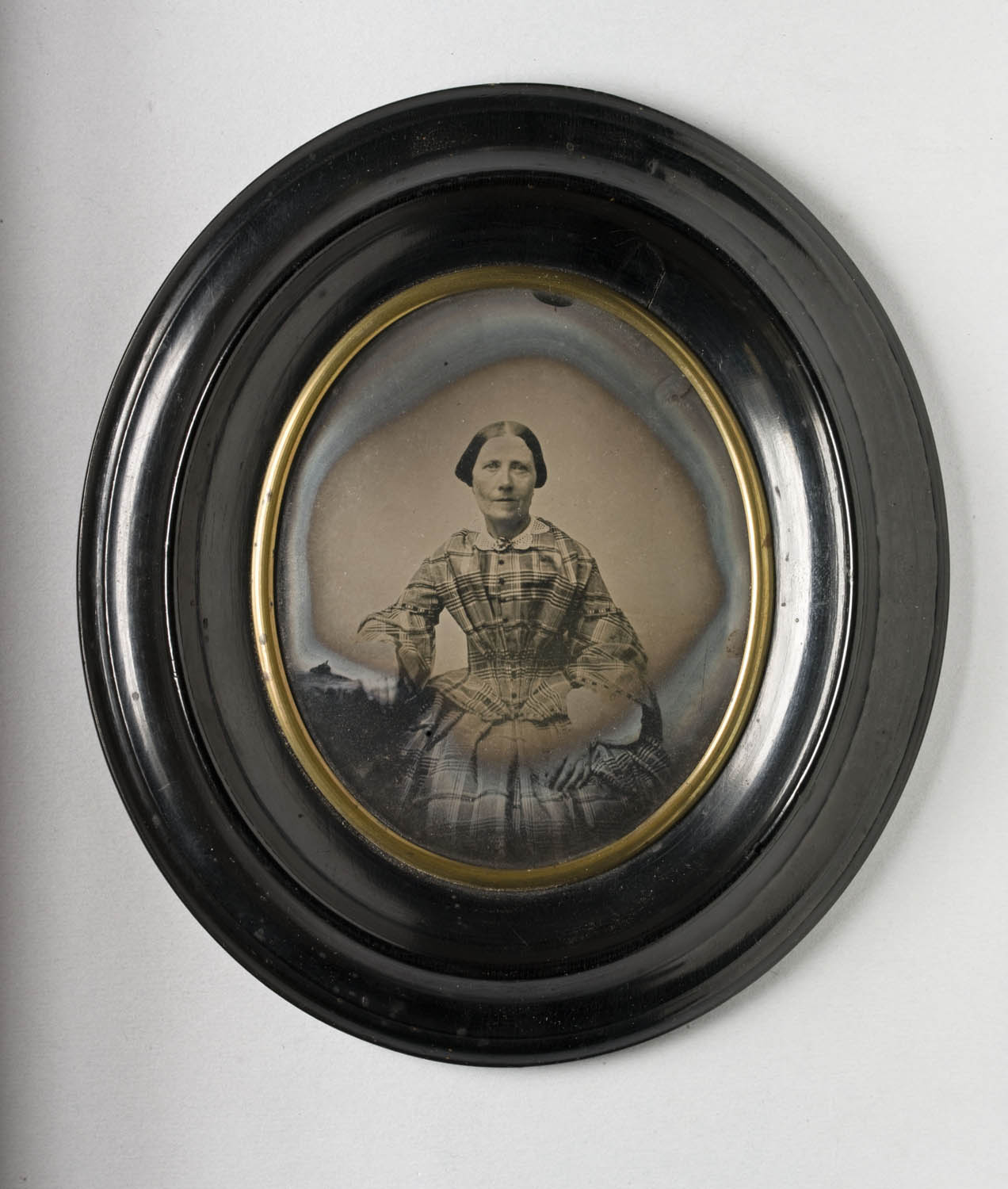
Johanna Nordberg, asi 1860, ambrotypie, sbírka Nordiska museet